# Brazilië op de Paralympische Winterspelen 2018
Brazilië was een van de landen die deelnam aan de Paralympische Winterspelen 2018 in Pyeongchang, Zuid-Korea.

## Deelnemers en resultaten
(m) = mannen, (v) = vrouwen 

### Langlaufen
| Paralympiër                             | Onderdeel                     | Resultaat | Prestatie |
| --------------------------------------- | ----------------------------- | --------- | --------- |
| Cristian Westemaier Ribera              | 1.1 km sprint, zittend (m)    | 15e       | 3:17.4    |
| Cristian Westemaier Ribera              | 7.5 km, zittend (m)           | 9e        | 23:41.6   |
| Cristian Westemaier Ribera              | 15 km, zittend (m)            | 6e        | 43:47.5   |
|                                         |                               |           |           |
| Aline Rocha                             | 1.1 km sprint, zittend (v)    | 22e       | 4:23.1    |
| Aline Rocha                             | 5 km, zittend (v)             | 12e       | 19:23.4   |
| Aline Rocha                             | 12 km, zittend (v)            | 15e       | 46:22.3   |
|                                         |                               |           |           |
| Christian Westemaier Ribera Aline Rocha | 4 x 2.5 km, estafette gemengd | 13e       | 32:16.7   |

### Snowboarden
| Paralympiër   | Onderdeel                  | Resultaat | Prestatie |
| ------------- | -------------------------- | --------- | --------- |
| Andre Pereira | Snowboardcross, SB-LL1 (m) | 10e       | 1:18.72   |
| Andre Pereira | Slalom, SB-LL1 (m)         | 10e       | 1:07.88   |

Andorra · Argentinië · Armenië · Australië · België · Bosnië en Herzegovina · Brazilië · Bulgarije · Canada · Chili · China · Denemarken · Duitsland · Finland · Frankrijk · Georgië · Griekenland · Groot-Brittannië · Hongarije · IJsland · Iran · Italië · Japan · Kazachstan · Kroatië · Mexico · Mongolië · Nederland · Nieuw-Zeeland · Noord-Korea · Noorwegen · Oekraïne · Oezbekistan · Oostenrijk · Polen · Roemenië · Servië · Slovenië · Slowakije · Spanje · Tadzjikistan · Tsjechië · Turkije · Verenigde Staten · Wit-Rusland · Zuid-Korea · Zweden · Zwitserland
Neutrale paralympische atleten